# Overmolen

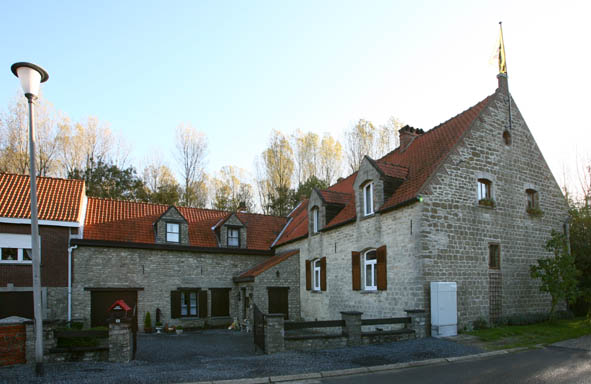
Overmolen

De Overmolen is een watermolen in de Vlaams-Brabantse plaats Steenokkerzeel, gelegen aan de Cornellekestaat 64-66.
Deze onderslagmolen op de Molenbeek fungeerde als korenmolen.

## Geschiedenis
In 1441 werd voor het eerst melding gemaakt van een watermolen op deze plaats. Al in 1873 werd het molenbedrijf beëindigd. Het molenhuis werd daarna voor agrarische doeleinden benut en het onderslagrad werd verwijderd. Later werd de molen ingericht als woning.

## Gebouw
Het betreft een L-vormig gebouw uit de 18e eeuw dat is opgetrokken uit ruwe natuursteen.